# Guerre navale franco-britannique (1778-1783)
Pour les articles homonymes, voir Guerres franco-anglaises.
Partie de la guerre d'indépendance des États-Unis (1775 - 1783)
Batailles
La guerre navale franco-britannique de 1778-1783 est un des aspects de la guerre d'indépendance des États-Unis. Elle voit le royaume de France — malgré sa délicate situation financière — chercher à récupérer de l'influence et des territoires cédés à la Grande-Bretagne lors du traité de Paris de 1763. Profitant de la guerre d'Amérique commencée depuis 1775, la France entre officiellement en guerre en 1778 et permet la victoire des insurgents (patriotes) américains et la reconnaissance de l'indépendance des États-Unis (par le traité de Paris de 1783).
La Marine française rénovée recouvre sur les océans une position forte qu'elle avait perdue au cours des guerres précédentes. Son alliance avec l'Espagne et les Provinces-Unies permet à la première de récupérer la Floride et Minorque et à la seconde de sauver son empire colonial menacé ; en outre, la France cède aux Espagnols la partie française de la Louisiane, de peu de valeur économique. Le traité de Versailles (1783) permet à la France de récupérer Tobago, ainsi que des comptoirs en Inde et au Sénégal.
Grâce au renouveau naval français, le corps expéditionnaire français de Rochambeau et La Fayette peut être transporté et ravitaillé : il n'engage que des effectifs réduits mais joue un rôle décisif dans la victoire de Yorktown (1781). Le territoire français n'a pas été touché, les Britanniques ayant à peu près renoncé aux « descentes », mais les fortes dépenses d'armement naval et le ralentissement du commerce provoquent un lourd endettement du Trésor royal tandis que la victoire des idées démocratiques aux États-Unis remet en question le modèle de la monarchie absolue, amorçant une crise financière et politique qui compte parmi les causes de la Révolution française.

## Origines américaines du conflit

### 1763: début de la Révolution américaine
Depuis la fin de la guerre de Sept Ans en 1763, la situation financière de la Grande-Bretagne la pousse à exercer un contrôle de plus en plus étroit sur le commerce et l'économie des colonies : les taxes augmentent, le commerce est exclusif, et il leur est demandé de participer à l'entretien des troupes britanniques des colonies par un impôt particulier, le Stamp Act et bien d'autres taxes. Mais les sujets-colons évoquent une loi prétendant que « Nulle population sujette de la royauté britannique ne peut être imposée sans l'accord de sa représentation ». L'impôt est pourtant imposé, s'ensuit une série de frictions, prémices de la révolution américaine.
L'épisode le plus connu est la Boston Tea Party (1773), où les colons refusent le monopole des compagnies britanniques de thé en le jetant par-dessus bord. La Grande-Bretagne décide de fermer le port de Boston en représailles, et le reste de l'opinion se sent rapidement solidaire des Bostoniens.
À partir de septembre 1774, un congrès de colons organise des milices armées, et de nouvelles institutions. Les agitations dans les 13 colonies contre la Grande-Bretagne, posent la question de l'intervention des États français, autrichien, et espagnol face au Royaume-Uni. Les premières tensions apparues entre Britanniques et colons américains laissent sceptiques l'ensemble des diplomaties européennes : c'est une affaire purement britannique. Mais les tensions entre nations européennes font qu'un œil demeure sur ces 13 colonies, et toutes les potentialités d'actions sont envisagées.

### Début de la guerre d'indépendance des États-Unis, le 19 avril 1775
Le 19 avril 1775, les insurgés attaquent une colonne britannique : la bataille de Lexington et Concord sonne le départ de la guerre d'indépendance des États-Unis.
Dès décembre 1775, deux officiers français, MM. Penet et de Pliarne, sont recommandés par le gouverneur Cooke, de Providence, au général Washington, pour qu'il entendît les propositions qu'ils avaient à faire en faveur de la cause de l'indépendance. La convention secrète qui fut alors conclue reçut son exécution.

### Déclaration d'Indépendance des États-Unis, le 4 juillet 1776
Le 4 juillet 1776, les 13 colonies proclament leur union et indépendance, mais ils leur reste encore à imposer leur nouvelle patrie, les États-Unis :

« Nous tenons pour évidentes les vérités suivantes :
tous les hommes sont créés égaux ; ils sont doués par leur Créateur de droits inaliénables ; parmi ces droits se trouvent la vie, la liberté et la recherche du bonheur. Les gouvernements sont établis par les hommes pour garantir ces droits, et leur juste pouvoir émane du consentement des gouvernés. Mais lorsqu'une longue suite d'abus marque la volonté de les soumettre à un despotisme absolu, il est de leur droit, il est de leur devoir de renverser le gouvernement qui s'en rend coupable... L'histoire de celui qui règne aujourd'hui sur la Grande-Bretagne est une histoire d'injustices et d'usurpations répétées qui, toutes, avaient pour but direct l'établissement d'une tyrannie absolue sur nos États. Il a entretenu parmi nous en temps de paix, des armées permanentes sans notre consentement. Il s'est joint à d'autres pour imposer des taxes sans notre consentement, [...] nous transporter au-delà des mers pour être jugés en raison de prétendus délits.
En conséquence, Nous, les représentants des États-Unis d'Amérique, assemblés en Congrès général prenant à témoin le juge suprême de l'univers de la droiture de nos intentions, publions et déclarons solennellement au nom et par l'autorité du bon peuple de ces colonies, que ces colonies unies sont et ont droit d'être des États libres et indépendants ; que tout lien politique entre elles et l'État de la Grande-Bretagne est et doit être entièrement dissous. »

— Extraits de La déclaration d'Indépendance du Congrès des Treize colonies à Philadelphie.

## Origines françaises du conflit

### Désir de revanche des Français
| |  | |
| Avant le traité de Paris (1763), la France possédait un territoire allant du golfe du Saint-Laurent au golfe du Mexique appelé Nouvelle-France. |  | Après le traité de Paris (1763), la France ne possède plus que Saint-Pierre-et-Miquelon et les Antilles. |

En 1763, après sept ans de guerre, la Royal Navy britannique règne sans partage sur les océans et le coût financier est si accablant pour les deux camps que tous demandent l'arrêt rapide de cette guerre. Le traité de Paris, humiliant pour les Français, leur laisse pourtant des possibilités de relèvement : ils cèdent à la Grande-Bretagne des vastes territoires d'Amérique du Nord allant du golfe du Mexique à celui du Saint-Laurent, de faible rendement économique et pratiquement encerclés par un empire britannique en pleine croissance, mais conservent les pêcheries de Saint-Pierre-et-Miquelon et surtout leurs riches possessions des Antilles françaises (Saint-Domingue, Martinique, Guadeloupe), productrices de sucre et de café. Cependant, l'hégémonie maritime britannique suscite un désir de revanche dans les élites françaises : les villes et provinces du royaume contribuent au réarmement naval par le don des vaisseaux.

### Accueil en France de l'insurrection américaine

#### Enthousiasme de l'opinion éclairée

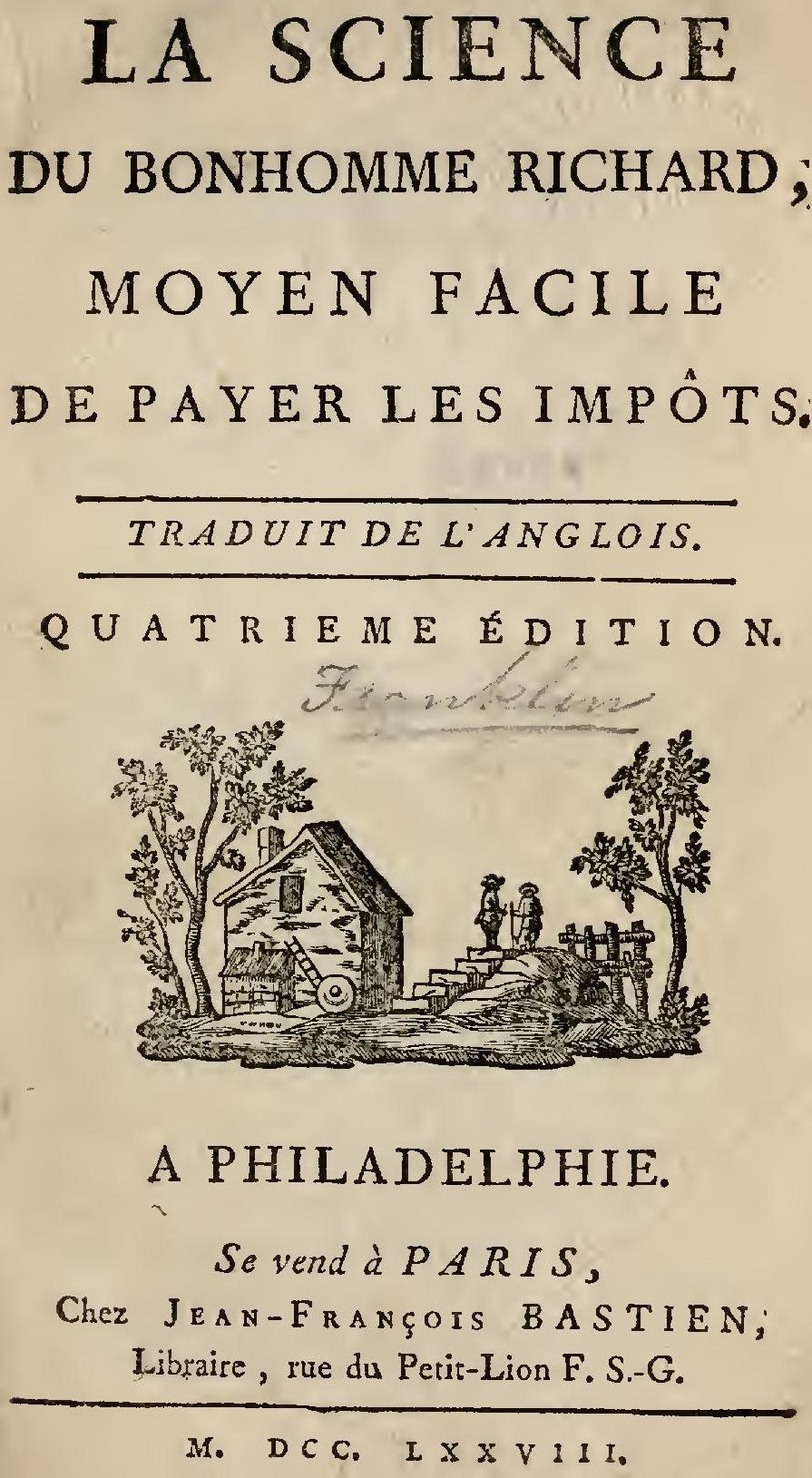
La science du bonhomme Richard : moyen facile de payer les impôts, opuscule de Benjamin Franklin traduit en français en 1778.

Dès la déclaration d'Indépendance de juillet 1776 des 13 colonies, l'insurrection américaine est bien accueillie en France par les élites éclairées. Les événements sont lus et commentés dans la presse, en particulier dans la revue franco-britannique, le Courier de l'Europe, et dans la Gazette de Leyde, publiée en Hollande et largement diffusée en France. L’insurrection américaine apparaît pour beaucoup comme le combat de l'« esprit des Lumières » face à la « tyrannie britannique ». Voltaire, d'abord prudent par crainte d'une extension du conflit, finit par soutenir la cause indépendantiste. Quelques jeunes nobles français, par ambition ou par conviction, vont s'enrôler dans l'armée continentale américaine : Pierre Penet et Emmanuel de Pliarne dès 1775, Charles Tronson du Coudray, Pierre Charles L'Enfant, Jean Gaspard de Vence, Fanneau de Lahorie et surtout La Fayette, arrivés l'année suivante. C'est la mission de Benjamin Franklin, envoyé par le Congrès continental en 1776 et déjà célèbre en France par ses expériences scientifiques, qui fait basculer l'opinion des salons intellectuels ou aristocratiques en faveur des insurgés. Selon Bernard Faÿ : 

« Sur le passage de Franklin, ce fut une explosion de poèmes, odes et cantates. À Paris, les savants se jetèrent sur lui, des poètes de province lui écrivirent, des abbés philosophes lui envoyèrent des mémoires, des politiques de jardins publics des plans grandioses, des officiers de tous grades lui demandèrent de prendre du service aux États-Unis. »

#### Préparatifs de revanche antibritannique du ministre Vergennes
À la suite du traité de Paris de 1763, la Grande-Bretagne, domine les mers, et de facto « le monde », face à l'Europe continentale, dont l'alliance France-Autriche promue par Louis XV en 1756, fut confirmée en 1770, par le mariage de Louis XVI avec Marie-Antoinette d'Autriche, tandis que perdure le pacte de famille entre la France et l'Espagne.

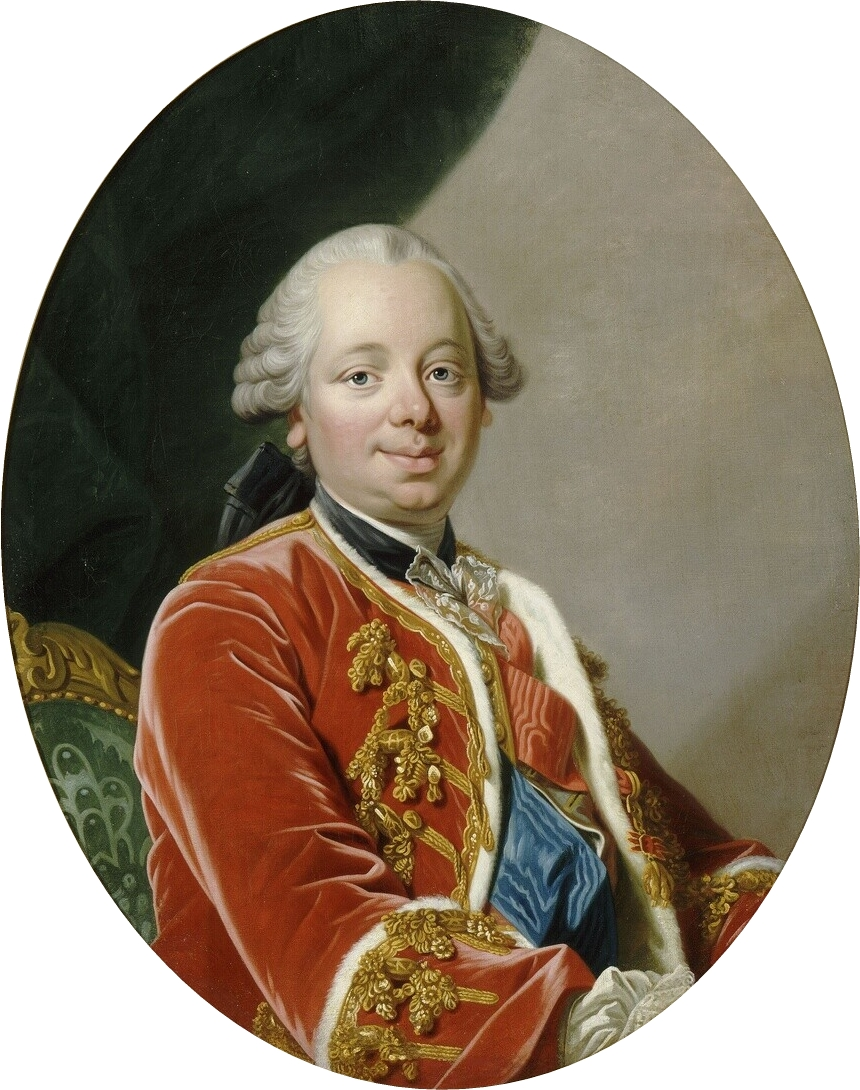
Choiseul, le principal ministre de Louis XV de 1761 à 1770, prépare activement la guerre de revanche en réorganisant la flotte.

Dès la fin de la guerre de Sept Ans en 1763, le ministre Choiseul avait commencé à préparer la revanche sur la Grande-Bretagne et la modernisation de la marine royale française : il prévoit un nouveau type de guerre où la vitesse de frappe, le nombre des navires et l'attaque de la flotte marchande de l'ennemi auraient plus d'importance que les forteresses flottantes. La France a donc « corsairisé » sa marine par de petits navires, rapides et maniables. Elle a également modernisé son matériel, la formation des militaires, et agrandi ses effectifs (300 000 hommes).
En mai 1774, le roi Louis XV meurt, laissant le trône à Louis XVI qui poursuit cette modernisation en y concédant les financements nécessaires. La flotte française, qui était à son minimum en 1762, est remontée à un effectif de 67 vaisseaux et 37 frégates.
En juillet 1774, sur conseil de Choiseul, Louis XVI remplace Henri Bertin par Vergennes aux affaires étrangères (1774-1781) qui partage le même désir de revanche que Choiseul. Celui-ci suit avec attention la montée des tensions en Amérique tout en continuant de doter la France d'une flotte assez puissante pour affronter la Grande-Bretagne. Favorable à la participation ouverte de la France, Vergennes voit dans cette guerre l'occasion d'affaiblir l'Angleterre. Il met en avant le gain commercial et diplomatique possible. Les Français cherchent le soutien de l'Espagne , liée  à la France par le pacte de famille, et la neutralité des autres puissances européennes, déjà indisposées par l'hégémonie maritime et commerciale britannique.

#### Réticences gouvernementales et diplomatiques
Cependant, contrairement à ce qu'on pourrait croire, malgré la volonté de revanche qui marque la France depuis les défaites de la guerre de Sept Ans, les responsables militaires, économiques, financiers et diplomatiques sont plutôt réticents. La marine de France qui n'a que cent-trois vaisseaux et frégates en 1776, est décrite comme encore insuffisante et inapte à une telle guerre , l'économie en serait grandement affectée, et le déficit des finances de l'État français est notifié par Turgot, puis Necker.
Les diplomates sont moins enthousiastes que Vergennes et soulignent l'isolement français au milieu d'une Europe décidément désintéressée. L'équilibre pacifique et la prospérité économique du moment sont en opposition avec l'idéal de revanche et l'idéal libéral.
Le roi Louis XVI, élevé dans la tradition de l'absolutisme, ne souhaite pourtant pas la victoire des insurgés américains en révolte contre leur souverain légitime : jusqu'en 1778, il se contente d'embarrasser les Britanniques par une aide matérielle clandestine aux Américains.

## 1777: Aide secrète aux insurgés

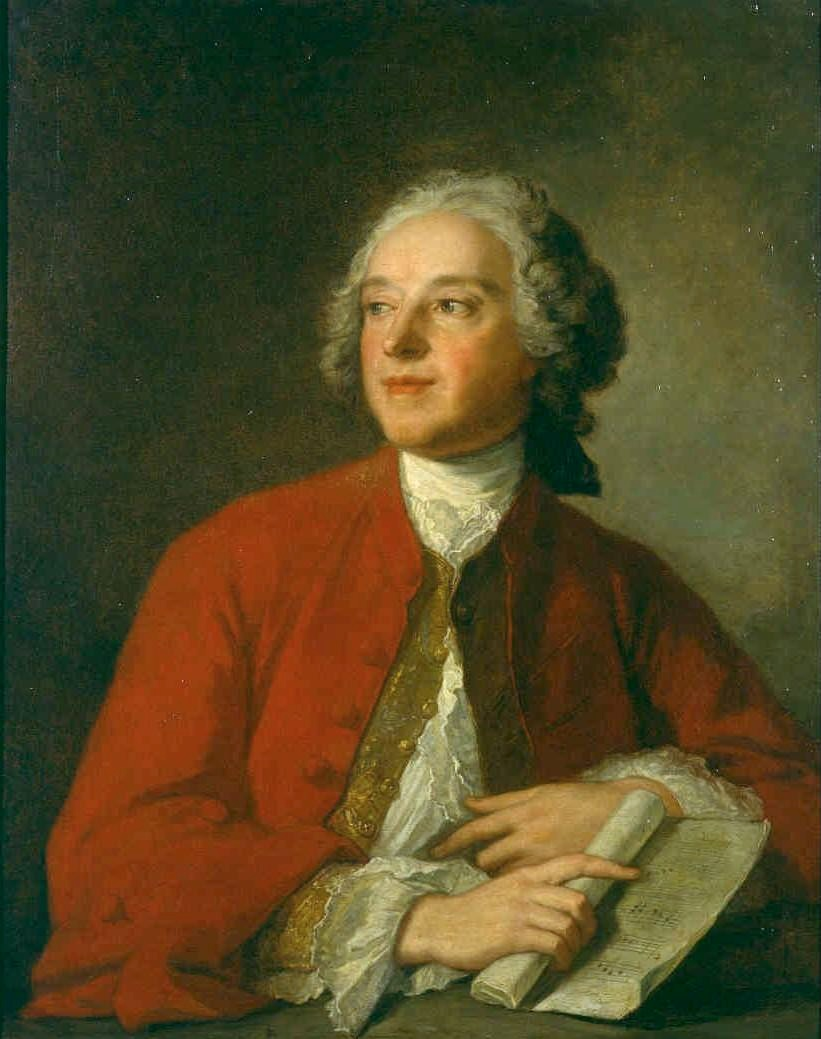
Beaumarchais reçoit l’autorisation de se livrer à un trafic d’armes avec les Insurgents.

La naissance en 1776 des États-Unis pousse la France, à les aider secrètement dans cette guerre anglo-américaine. Le roi Louis XVI se voue dans un premier temps au compromis avec une aide matérielle clandestine par le biais de Beaumarchais. La France, qui n'a aucun intérêt direct, s'engage pourtant dans l'effort de guerre insurgé.

### Beaumarchais et le trafic d'armes
Dès 1776, malgré les hésitations de Louis XVI, la France s'engage dans une guerre secrète par la vente secrète d'armes, de munitions et par l'octroi de subsides pour deux millions de livres. Les corsaires américains avaient accès dans les ports français et pouvaient acheter des munitions à la Hollande. Silas Deane était à Paris l'agent secret du Congrès et faisait passer sous main pour l'Amérique des munitions et de vieilles armes qui furent peu utiles. Il est vrai que quand l'ambassadeur britannique, lord Stormont, se plaignait à la Cour, celle-ci niait les envois et chassait les corsaires de ses ports. La France accueille par ailleurs des frégates corsaires américaines qui s'en prennent aux navires marchands britanniques. La France fournissait aussi une aide économique soit par don, soit par prêt. Mais également une aide technique, accordant des « congés » à certains de ses militaires et stratèges afin d'aller assister les troupes américaines.
Au début de 1777, l'écrivain et homme d'affaires français Beaumarchais, autorisé secrètement par Louis XVI et Vergennes, fait partir trois navires chargés d'armes, suivis de neuf autres en septembre. La flotte de Beaumarchais va compter jusqu'à 40 unités. Beaumarchais reçoit l'autorisation de vendre poudre et munitions pour près d'un million de livres tournois sous le couvert de la compagnie portugaise Rodrigue Hortalez et Compagnie. L'aide, passant à travers le filet britannique, contribue à renforcer l'armée continentale de George Washington. Les envois d'armes fournis par le gouvernement de Louis XVI furent une aide efficace, même si Beaumarchais cherchait à y gagner de l'argent, ce qui d'ailleurs ne fut pas le cas, les Américains estimant que les armes fournies étaient un don.

### De l'aide secrète à la guerre ouverte
Silas Deane, missionné par les insurgés et aidé par l'animosité de la France envers l'Angleterre / la Grande-Bretagne a donc obtenu une aide officieuse. Mais le but est bien un engagement total de la France. Une nouvelle délégation composée de Benjamin Franklin, Silas Deane et Arthur Lee est missionnée pour obtenir l'entrée en guerre de nations européennes. Ils affirment qu'une alliance des 13 Colonies, de la France, et de l'Espagne serait l'assurance d'une défaite britannique rapide, mais Vergennes, malgré son désir, n'accepte pas. Franklin aurait même proposé d'aider la France à récupérer la Nouvelle-France. Le 23 juillet 1777, Vergennes demande qu'il soit décidé entre l'aide totale ou l'abandon des colonies.
En septembre 1777, les Britanniques s'emparent de Philadelphie et dispersent les Américains à la bataille de Brandywine mais les milices américaines, équipées de fusils et de canons français dont les fleurs de lys ont été limées, encerclent un corps de troupes britanniques venues du Canada qui capitulent à la bataille de Saratoga le 7 octobre 1777 : ce succès renforce la confiance dans la possibilité d'une victoire des Américains.
Le contexte international de fin 1777 est tendu, il y a un conflit pour la succession de l'Électorat de Bavière entre la Prusse et l'Autriche. Celle-ci demande l'alliance de la France, son alliée de la guerre précédente, mais Vergennes ne veut pas s'engager dans un conflit en Europe centrale et décide de ne pas intervenir dans la guerre de succession de Bavière (juillet 1778 à mai 1779). Le refus de la France froisse ainsi l'allié autrichien : il est impossible dès lors d'exiger son effort et soutien dans une guerre antibritannique.
L'Espagne de Charles III, liée à la France par le Pacte de famille, est également réticente à soutenir les insurgents car elle craint que l'esprit révolutionnaire des colonies anglaises ne gagne celle des colonies espagnoles d'Amérique latine. Cependant, le marchand Diego de Gardoqui fait parvenir des armes aux insurgés en passant par la Louisiane espagnole.

## 1778: la France entre en guerre ouverte

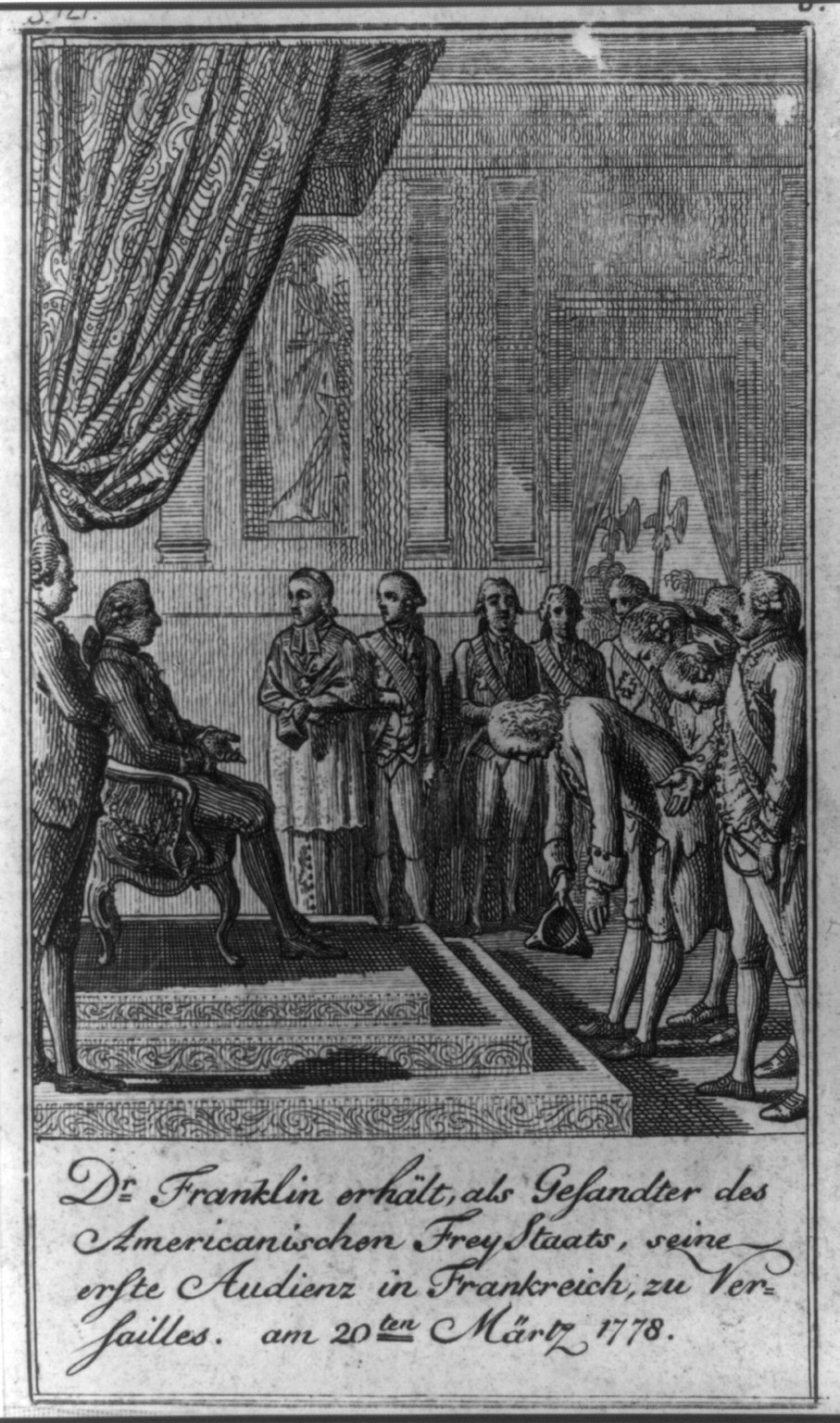
Benjamin Franklin reçu par Louis XVI en mars 1778. La victoire américaine de Saratoga pousse le roi à signer une alliance avec les jeunes États-Unis ce qui précipite le déclenchement du conflit avec l'Angleterre. (Gravure allemande de 1784)

### Traité avec les Provinces-Unies d'Amérique
L'arrivée en France de la nouvelle de la victoire américaine à Saratoga refait naître l'espoir américain et l'enthousiasme des opinions française. L'armée de Burgoyne (Grande-Bretagne) est défaite, et pire pour les Britanniques : la France se décide à aider les colonies, prenant conscience qu'« il est possible que ces 13 colonies gagnent à condition de consentir à une aide ».
Vergennes et Louis XVI considèrent les propositions d'alliance de Franklin, Deane et Arthur Lee. L'alliance Grande-Bretagne - France imposée en 1763 sombre dans une crise diplomatique. La guerre bénéficie du plein soutien populaire, La Fayette prend en importance, et la volonté de revanche peut s'exprimer.
Le 6 février 1778, Vergennes, Louis XVI et Benjamin Franklin signent à Paris un traité d'amitié et d'alliance officielle avec les Provinces-Unies d'Amérique, auquel était joint un traité d'alliance commerciale et défensive pour le cas où la Grande-Bretagne déclarerait la guerre à la France.
La France reconnaît l'indépendance des Provinces, chacun s'engage à ne signer aucune paix séparée, et les Provinces s'engagent à protéger les possessions françaises d'Amérique.
La nouvelle parvint le 3 mai 1778 au Congrès américain. Elle fut accueillie par des réjouissances publiques et provoqua le plus vif enthousiasme.
Finalement, seule ou quasiment, la France, qui n'a aucun intérêt direct dans cette guerre anglo-américaine, décide d'affronter le Royaume-Uni et s'engage dans une guerre déclarée à partir du 5 février 1778, se mettant presque seule face à la Royal Navy.
Entrée dans la guerre d'indépendance américaine le 6 février 1778, les forces navales britanniques - maîtresses des mers - et françaises - modernisées - s'affrontent dès cette première année. D'abord de front, dans la Manche, puis dans tout l'océan Atlantique, en une guerre des convois. La victoire française et définitive sera décidée par la bataille navale de la baie de Chesapeake, et par la bataille terrestre de Yorktown.

### Déclaration de guerre
En Grande-Bretagne, Lord Chatham se fit transporter à la Chambre et proposa de déclarer immédiatement la guerre à la maison de Bourbon. Son discours terminé, il tomba évanoui et mourut dans la même journée. Sa motion fut adoptée et l'ambassadeur britannique auprès de la cour de Versailles immédiatement rappelé. Lord North voulut conjurer le péril en offrant aux colonies ce qu'elles avaient demandé depuis 1774, avec une amnistie illimitée. Les Américains repoussèrent tout arrangement qui n'avait pas pour base la reconnaissance de leur indépendance. La guerre continua avec un caractère de plus en plus violent.
Les batailles s'engagent en Amérique, dans les Antilles.
Une flotte de douze vaisseaux et de quatre frégates partit de Toulon pour l'Amérique, sous les ordres du comte d'Estaing.
Une autre fut rassemblée à Brest pour combattre dans les mers d'Europe. Dès l'entrée en guerre française, la Grande-Bretagne tente de cloîtrer la marine française dans ses eaux.
Le combat de la Belle-Poule (capitaine de La Clochetterie) ouvre les hostilités le 17 juin contre le HMS Arethusa. Le comte d'Orvilliers, qui sort de Brest le mois suivant avec trente-deux vaisseaux, tient la fortune indécise, dans la bataille d'Ouessant, contre la flotte britannique de l'amiral Keppel le 27 juillet 1778. L'affrontement naval Brest-Ouessant, dans la Manche, reste indécis : les deux forces se retirent finalement.
Un débarquement de 40 000 hommes est envisagé dans des îles britanniques proches, mais la logistique française ne suivant pas, l'opération est abandonnée. Sur le continent, la France se protège par l'alliance autrichienne, qui, même si elle ne s'engage pas dans les combats, affirme son soutien diplomatique à la France.

### Un début de coalition européenne
Dans le reste de l'Europe, les Espagnols s'allient à la France en 1779  par le traité d'Aranjuez. La ligue des neutres, sous l'égide de l'Empire russe, regroupe la Hollande, le Danemark, la Suède et d'autres puissances européennes, empêchant la Grande-Bretagne d'établir un blocus commercial de la France.
En 1779, 3 500 Français affrontaient déjà 3 000 Britanniques dans la bataille de Savannah, mais l'attaque française est trop précipitée, mal préparée, et échoue. L'intervention française en Amérique prend un caractère décisif avec l'envoi en 1780 du corps expéditionnaire français de 6 000 hommes commandé par Rochambeau est décisif.

## Opérations dans l'Atlantique et les Antilles (1778-1780)

### Guerre des Antilles

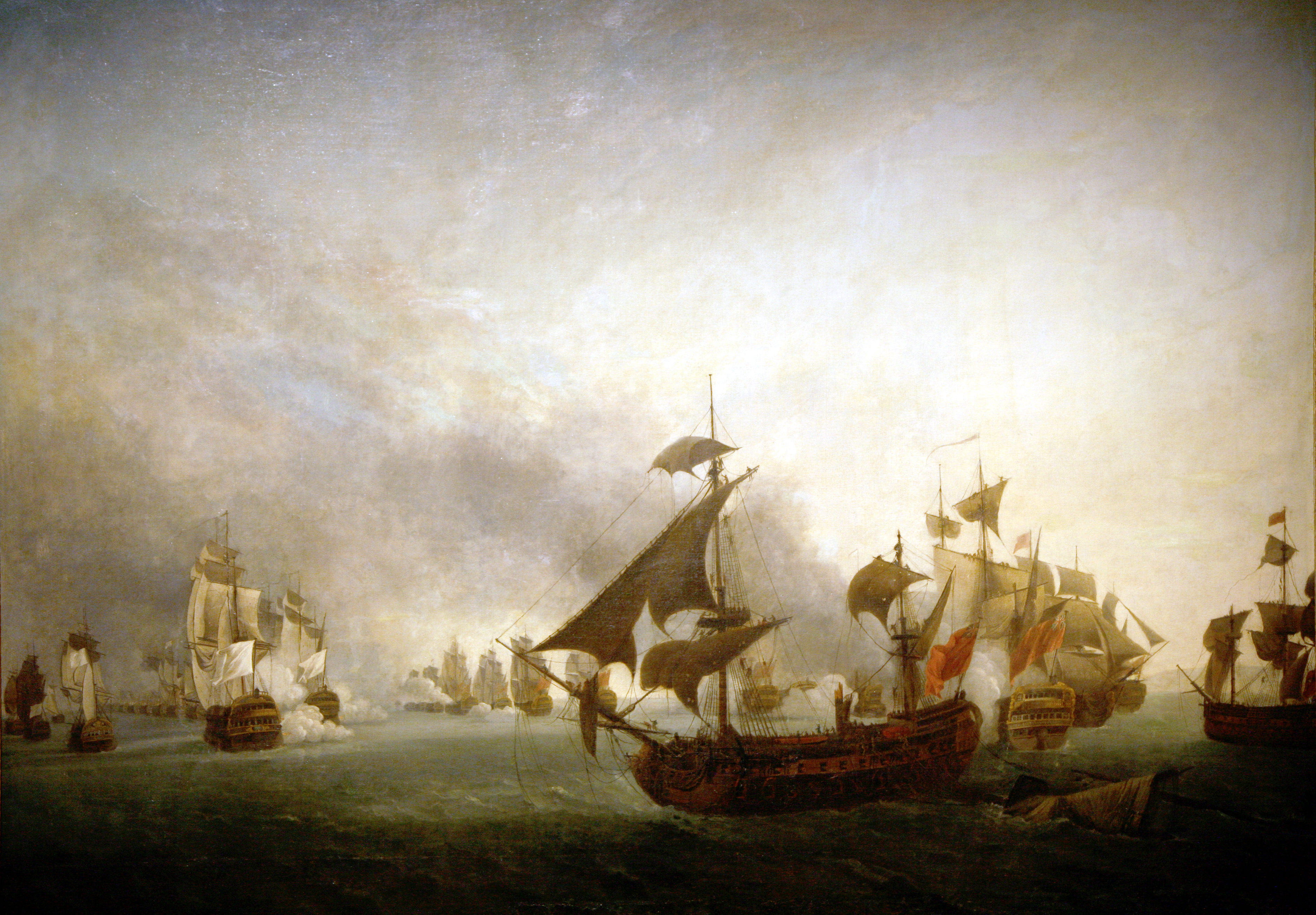
Bataille de la Grenade, le 6 juillet 1779. D'Estaing inflige une lourde défaite à la Royal Navy mais n'exploite pas sa victoire.

Pour les batailles périphériques, Britanniques et Français s'affrontent pour la domination des Antilles où la flotte française guidée par le marquis de Bouillé déploie une activité et des talents que l'impéritie des amiraux et les mauvais temps paralysent souvent mais qui relèvent le prestige militaire français outre-mer. La Dominique est prise mais les Britanniques s'emparent de Sainte-Lucie que d'Estaing est incapable de recouvrer, en laissant échapper l'occasion de détruire l'escadre britannique surprise au mouillage (7 vaisseaux alors qu'il en avait 12), et en se lançant dans un débarquement qui est un sanglant échec
D'Estaing compense la perte de Sainte-Lucie en s'emparant des îles de Saint-Vincent et de la Grenade, en présence de la flotte commandée par l'amiral Byron. Il débarque sur l'île dont il fait la conquête rapidement et livre une dure bataille navale à Byron à la Grenade, le 6 juillet 1779. Ce dernier, qui a quatre vaisseaux hors de combat, doit se retirer mais d'Estaing n'exploite pas la victoire et laisse le Britannique faire retraite avec ses navires en remorque.

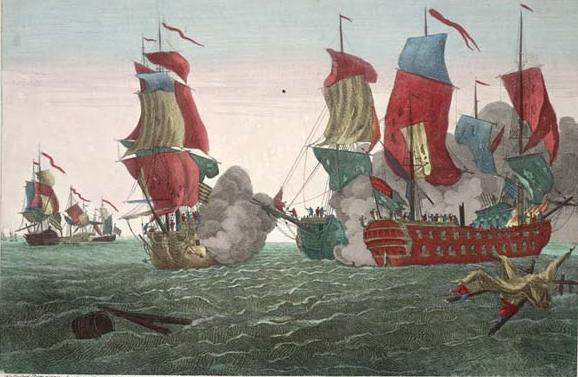
Combat entre le et le, 23 septembre 1779 : capture d'un navire britannique par une frégate française acquise par les Américains. Gravure d'après le tableau de Richard Paton, 1780.

Cependant les succès des Français aux Antilles ont eu un grand retentissement en Europe. L'amiral Rodney est envoyé pour remplacer Byron aux Indes occidentales. En 1780, il livre trois combats indécis à l'escadre de Guichen mais inflige deux lourdes défaites aux Espagnols qui bloquaient Gibraltar.

### Une stratégie mondiale
Suivant le plan élaboré par Charles de Broglie, ancien chef du service diplomatique secret de Louis XV, la France devait attaquer l'Angleterre aux Indes, point très sensible pour les Britanniques, dans ses bases méditerranéennes, Minorque et Gibraltar, aux Caraïbes britanniques et, si possible, en Grande-Bretagne même. La flotte et les armées britanniques seraient totalement dispersées sur le globe et leurs forces en Amérique auraient de plus en plus de mal à faire suivre des renforts. Il n'y aurait plus assez de troupes ni de navires pour défendre l'île de Grande-Bretagne elle-même. La flotte française fait une bordée remarquée, pavillons hauts, dans le baie de Southampton, sans l'ombre d'une résistance, ce qui déclenche une panique boursière le lendemain à Londres. Et les Britanniques savent que 60 000 soldats français manœuvraient depuis six mois en Bretagne, ayant pour objectif d'envahir l'Angleterre. C'est dans ce contexte que débarque en 1780, à Newport, sur le territoire de ce qui sera les États-Unis, le corps expéditionnaire français aux ordres du comte de Rochambeau et fort de 6 000 hommes. Il est emmené par une escadre de dix vaisseaux aux ordres du chevalier de Ternay.

## Départ des forces françaises pour l'Amérique

### L'influence de La Fayette
L'engagement de La Fayette dans la guerre d'indépendance est certainement l'aboutissement d'une orientation personnelle, mais il est surtout le produit d'un plan longuement mûri par Charles de Broglie, ancien chef du Service diplomatique Secret de Louis XV. Un plan élaboré depuis plus d'une décennie, pour venger le pays du traité de 1763, que de Broglie, comme bien d'autres grands serviteurs de l’État, juge infamant. Louis XV vient de mourir depuis peu de temps, la diplomatie de Louis XVI n'est pas bien fixée. Le choix de La Fayette pour peser sur l'engagement de la France dans cette revanche sur l'Angleterre n'est pas dû aux qualités militaires du personnage lesquelles, à 18 ans, restent à découvrir. Il est choisi par Charles de Broglie, parce qu'il vient d'épouser une Noailles. La famille Noailles est une parente de la famille royale (?). Le beau-père de La Fayette est le duc d'Ayen, futur chef de famille, héritier du titre de Duc de Noailles. Il est, par ailleurs, marquis de Maintenon, héritier de l'épouse morganatique de Louis XIV.
L'engagement de La Fayette dans une mission secrète, officiellement interdite par le roi pour ses militaires, ne peut que peser sur l'engagement officieux du pays au côté des Insurgents. Un palier en attendant que l'engagement soit officiel. Et c'est ainsi que les Américains le reçoivent, le comprennent et le proclameront pour soutenir leur cause auprès de la moitié de leur population, celle qui hésite à entrer dans la rébellion. On mesurera le poids de cette transgression à la fureur du duc d'Ayen, demandant au roi, une lettre de cachet à l'encontre de son gendre. De retour en France, à son arrivée à la Cour, en février 1779 La Fayette attira de nouveau l'attention sur la situation des Américains, auprès du gouvernement, plus préoccupé jusque-là d'intrigues et de futilités que de politique et de guerre. La Fayette joignit ses instances à celles de l'envoyé américain John Laurens pour obtenir du roi un secours en hommes et en argent, et la nouvelle de l'échec subi par le comte d'Estaing devant Savannah fut le dernier argument qui décida le cabinet de Versailles à exécuter dans toute sa rigueur le traité d'alliance offensive et défensive conclu avec Franklin le 6 février 1778.
Il est décidé que la France enverrait aux Américains une escadre de sept vaisseaux de ligne pour agir sur les côtes, un corps de troupes de 10 000 ou 12 000 hommes et une somme de six millions de livres. M. de Rochambeau est nommé commandant en chef du corps expéditionnaire, et le chevalier de Ternay fut mis à la tête de l'escadre.
La Fayette se préoccupe ensuite des moyens d'exécution. Il fait comprendre aux ministres que, s'il ne commandait pas en chef le corps expéditionnaire, ce qui serait surprenant pour les Américains, il fallait du moins mettre à sa tête un général français qui consentirait à ne servir que sous les ordres du général en chef américain. Le choix du comte de Rochambeau le satisfait pleinement, et, sans attendre le départ du corps expéditionnaire, il s'embarqua à Rochefort, le 18 février 1780, sur la frégate l'Hermione, que le roi lui avait donnée comme étant très bonne voilière.
La Fayette revient sur l'Hermione à Boston, le 28 avril 1780, reprendre son poste dans la guerre de l'indépendance, précédant les secours en hommes, en effets et en argent qu'il avait obtenus du gouvernement français. Les instructions données à La Fayette par le ministre des affaires étrangères portaient que, pour prévenir toute méprise et tout retard, il placerait tant à Rhode Island qu'au cap Henry, à l'embouchure de la Chesapeake, un officier français chargé d'attendre l'escadre, qui devait atterrir en l'un de ces deux points, et de lui donner toutes les informations dont elle aurait besoin en arrivant.

### L'expédition en marche

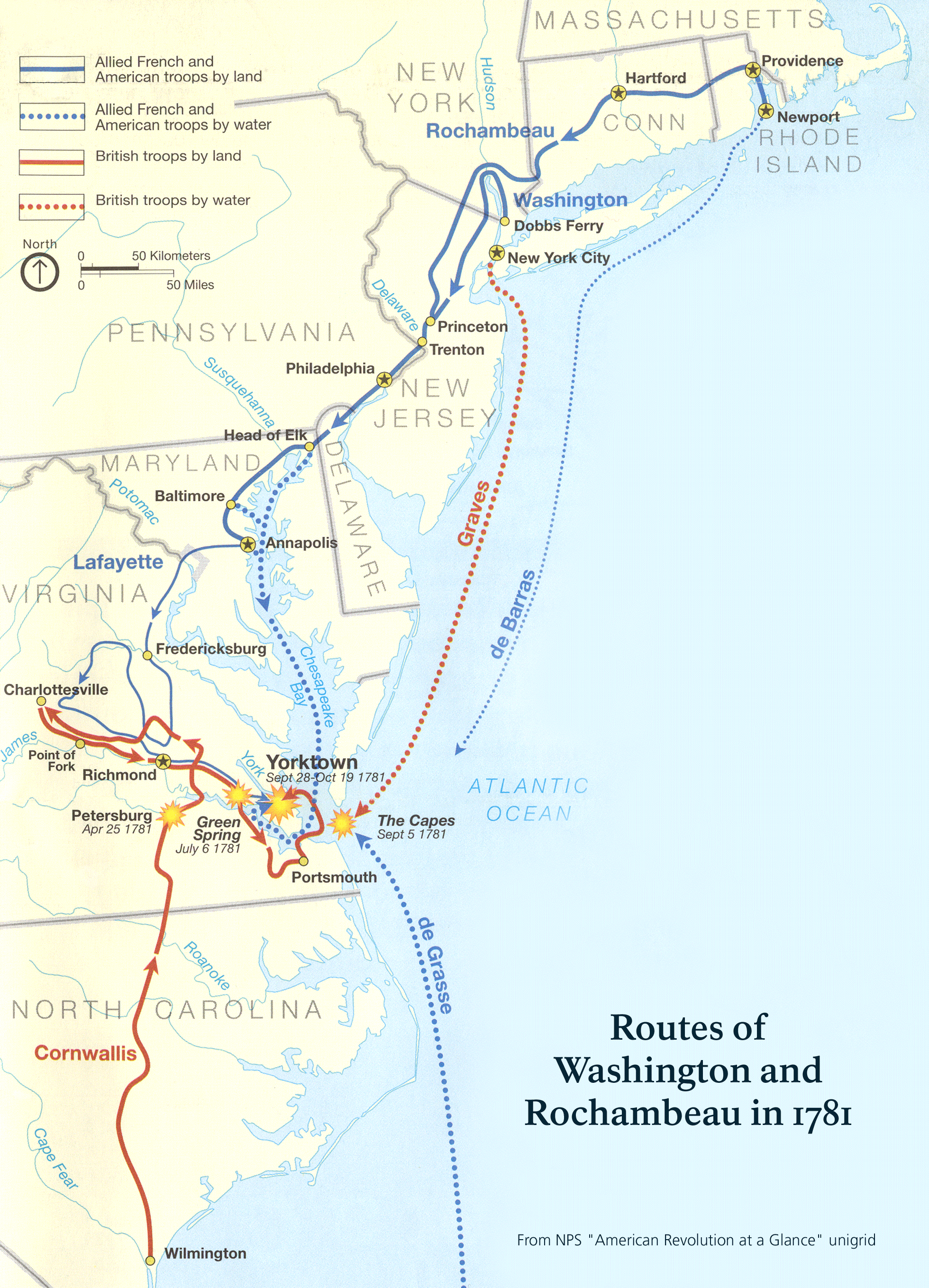
Les opérations militaires franco-américaines lors de la campagne décisive de 1781 (Carte américaine en anglais).

En 1779, 3 500 Français soutenus par des miliciens américains attaquent 3 000 Britanniques dans la bataille de Savannah mais l'opération, trop précipitée et mal préparée, échoue.
L'intervention française en Amérique prend un caractère décisif avec l'envoi en 1780 du corps expéditionnaire français de 6 000 hommes commandé par Rochambeau est décisif.
Avant de commencer ses opérations, Rochambeau attendait des renforts que le comte de Guichen devait lui amener de France ; mais celui-ci avait rencontré dans les Antilles, l'amiral Rodney, qui obligea le convoi français à se réfugier à la Guadeloupe. Washington ne put qu'envoyer quelques renforts, avec La Fayette, aux patriotes du Sud, et se résigna à remettre à la campagne prochaine l'expédition décisive qu'il concertait avec Rochambeau.

### Campagne victorieuse de 1781

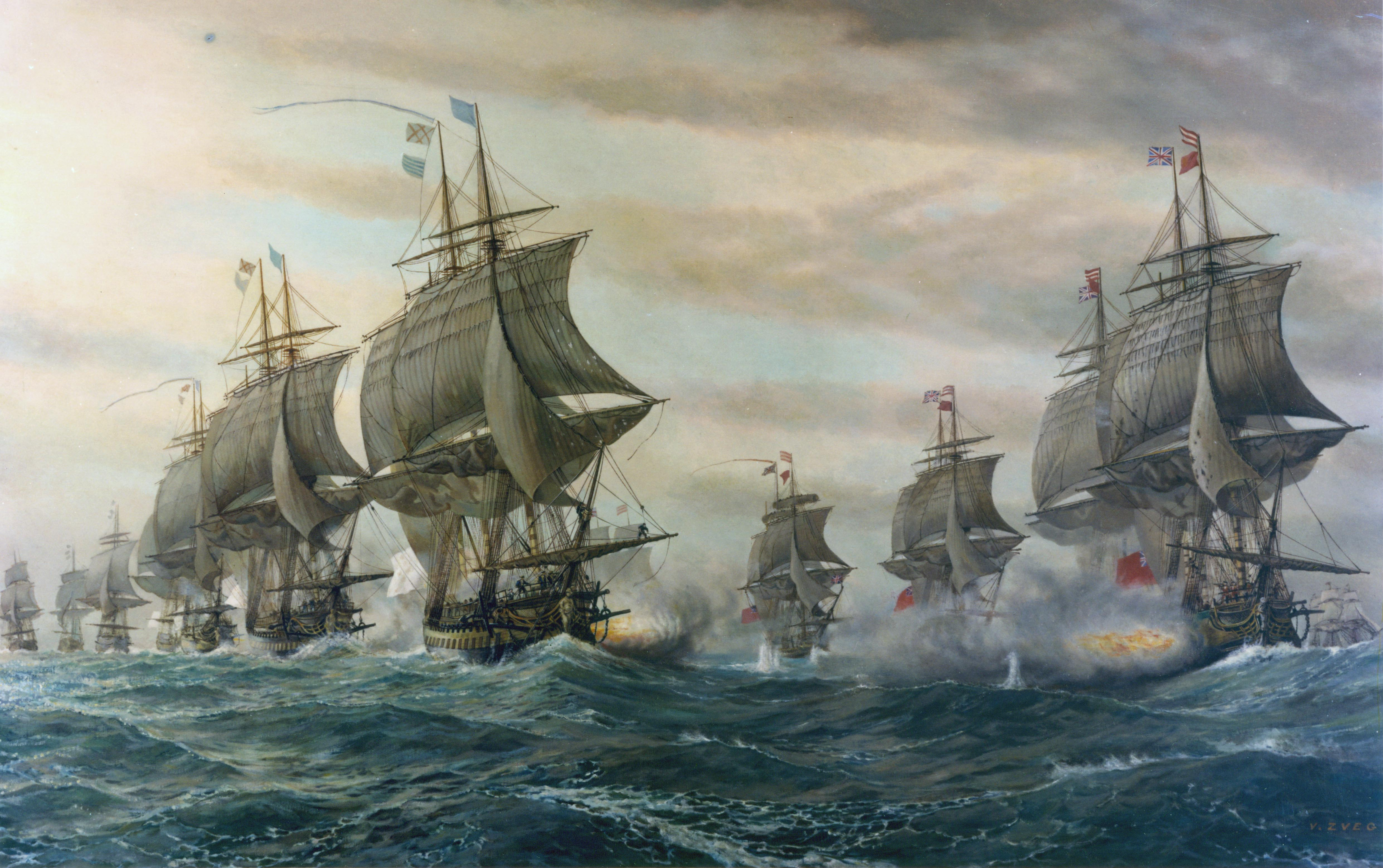
La bataille de la Chesapeake est absolument décisive car elle coupe les forces de Cornwallis de leur soutien naval et précipitent leur capitulation à Yorktown. Peinture du XX (1962) du Hampton Roads Naval Museum de Norfolk.

Grasse dispose de 28 vaisseaux de ligne et 4 frégates. La bataille de la baie de Chesapeake (septembre 1781) livrée par François Joseph Paul de Grasse met en fuite une partie de la flotte britannique et encercle Cornwallis dans Yorktown, où il attend désespérément les renforts promis.
L'action française est absolument décisive. La Marine royale débarque plus 3 200 hommes venus des Antilles pour commencer l'encerclement des 8 000 Britanniques, en attendant l'arrivée des 8 000 soldats français de Rochambeau qui manœuvrent à marches forcées depuis Newport et en contournant New York. Grasse improvise une flottille de transport dans l'immense baie de la Chesapeake pour hâter leur arrivée, alors que Barras de saint-Laurent (12 vaisseaux et 18 transports de troupes) arrive avec l'artillerie de siège quelques jours après la bataille navale. Pour renforcer encore le contingent français, Grasse n'hésite pas à débarquer 2 500 marins. C'est lui, en fait, qui mène toutes les opérations terrestres et navales en attendant l'arrivée des troupes de George Washington, de La Fayette et de Rochambeau. Washington qui marche le long de la côte arrive à Williamsburg le 14 septembre, soit 14 jours après le début du débarquement français et 9 jours après la bataille navale. Le 17, Grasse et Washington se rencontrent sur le navire amiral, le Ville de Paris pour organiser les opérations. À New-York, Clinton reste sans réaction, car il ne comprend pas la destination prise par Rochambeau et Washington. Lorsqu'il se décide enfin le 17 octobre à envoyer 7 000 hommes en renfort vers le sud, il est beaucoup trop tard.
Cornwallis, qui n’a plus rien à espérer de la mer, se retranche au bout de la presqu’île, dans la petite bourgade de Yorktown. Le 29 septembre commence l’investissement méthodique de la place par les coalisés : 3 600 américains et 11 000 français. Washington qui a le commandement théorique mais qui n’a ni les effectifs, ni l’expérience de la guerre de siège, doit laisser faire les Français. Après douze jours et douze nuits passées à s’approcher des positions britanniques en creusant des tranchées, l’artillerie entre en action, Washington tirant symboliquement le premier coup de canon. Les nouveaux canons Gribeauval incendient deux des trois frégates dans le port, et concentrent ensuite leurs tirs sur les deux redoutes (forts), positions capitales pour les britanniques. Au feu terrestre s’ajoute le feu des canons de marine de Grasse. Écrasée par cette pluie de boulets, la position de Cornwallis devient intenable, d’autant qu’il n’a presque plus de munitions et de vivres. Le 19 octobre, il doit capituler sans condition, avec ses quatorze régiments britanniques et hessois.
Cette éclatante victoire laisse aux vainqueurs 214 canons, 22 étendards et 8 000 prisonniers qui défilent en habit rouge entre une rangée de soldats français et une autre d’Américains. La nouvelle de la victoire est accueillie par des transports de joie dans toute l’Amérique et à Versailles. « Jamais la France n’eut un avantage aussi marqué sur l’Angleterre que celui-là » dit Rochambeau en triomphant.
Lorsque les renforts britanniques arrivent, une semaine plus tard, il est trop tard, la Grande-Bretagne a perdu ses treize colonies d'Amérique.

## Dernières opérations

### Opérations conjointes franco-hollandaises et franco-mysoriennes dans l'océan Indien

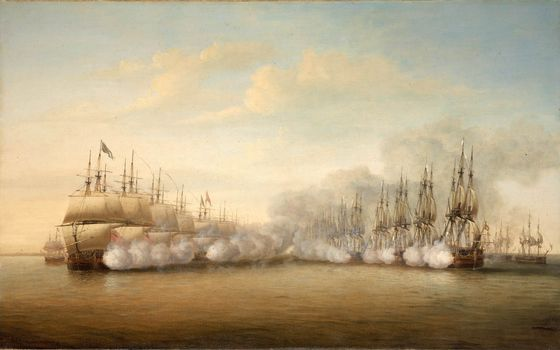
La bataille de Négapatam, le 6 juillet 1782. Détail d'une toile de Dominique Serres, 1786.

En Inde, ce sont les Britanniques qui avancent, prenant Pondichéry et tous les autres comptoirs français sur la côte de Coromandel. Les combats décisifs ont déjà eu lieu sur le sol américain mais ces luttes périphériques sont, pour les Britanniques, un moyen de mieux négocier le traité à venir. Pour leurs adversaires, l'enjeu n'est pas secondaire, puisqu'il s'agit de maintenir ouverte la route de l'océan Indien et d'empêcher l'effondrement de l'empire hollandais en grande difficulté après la déclaration de guerre britannique de 1780. L'escadre de Suffren sauva le Cap d'un débarquement britannique en endommagant l'escadre de Johnstone à La Praya en 1781, puis remonta sur l'Inde en 1782. Il y mena, presque coupé de France, de durs combats contre les forces britanniques mais sans pouvoir les anéantir. Il sauva cependant Ceylan d'une invasion britannique, plaça ces derniers en position défensive, reprit la base hollandaise de Trinquemalay et signa une alliance avec le sultan de Mysore contre les Britanniques. La paix, signée en 1783, interrompit les opérations, et la France retrouva ses comptoirs de l'Inde par la négociation.

### Opérations conjointes franco-espagnoles aux Antilles et à Gibraltar

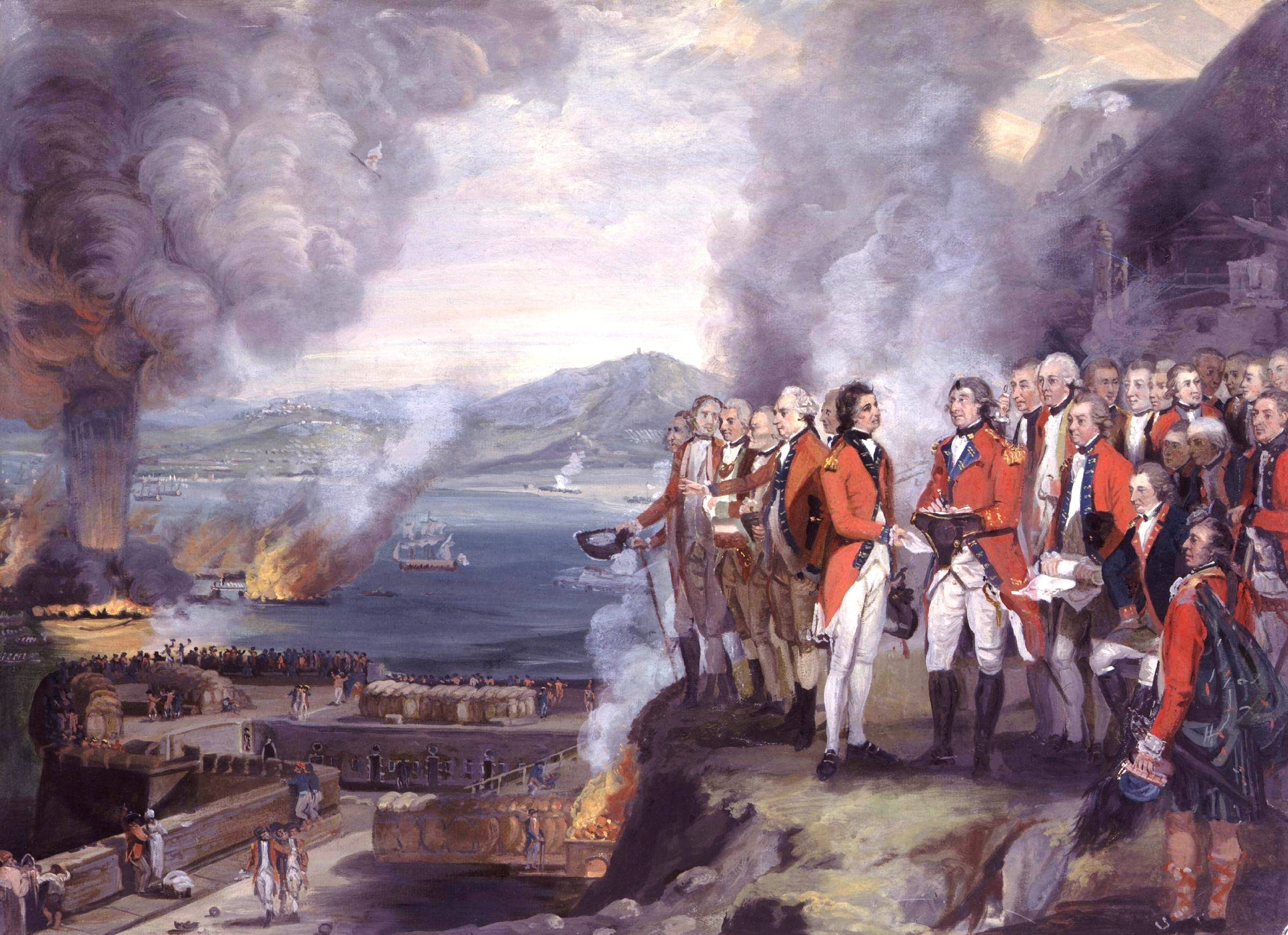
Le siège de Gibraltar, engagé par France pour soutenir ses alliés espagnols, est la dernière grande opération militaire de la guerre en Méditerranée. Toile de George Carter (1737-1794).

La prise de Yorktown fut décisive pour la cause de l'indépendance américaine. Les Britanniques, qui occupaient encore New York, Savannah et Charleston, se tinrent dorénavant sur la défensive (voir France dans l'indépendance des États-Unis).
Dans les Antilles, les Britanniques ne conservaient comme île importante que la Jamaïque. La marine française, renforcée par une nouvelle campagne de don des vaisseaux, cherche à exploiter son avantage : de Grasse, poussé par les Espagnols et les ordres de Versailles, est envoyé pour leur enlever l'île. Mais attaqué près des Saintes par des forces supérieures commandées par Rodney, alors qu'il escortait un gros convoi, il est battu et fait prisonnier le 12 avril 1782. Cette affaire, qui coûte 7 vaisseaux à la France, fait échec au projet de débarquement à la Jamaïque. D'autres batailles d'importance ont lieu, telle celle de Louisbourg, le 27 juillet 1781, où les Français dispersent un convoi britannique destiné au Canada. On constate dans l'ensemble que la Royal Navy, délivrée du poids de la guerre en Amérique du Nord, semble reprendre la main et inflige des pertes plus importantes à la marine française sur la fin de la guerre. Outre la bataille des Saintes, les renforts envoyés en Inde en 1782 pour soutenir l'action de Suffren sont en grande partie saisis dans l'Atlantique.
La défense du siège de Gibraltar fut un dernier succès pour les Britanniques. Le plus jeune frère de Louis XVI, le comte d'Artois, s'y était porté avec 20 000 hommes pour aider les Espagnols qui assiégeaient la place sans succès depuis 1779. Quarante vaisseaux, dont douze français, bloquaient la forteresse côté mer. Cette flotte imposante s'était montrée incapable à cause de la médiocrité des vaisseaux espagnols et de leur chef, d'intercepter les convois de ravitaillement escortés par la Royal Navy. La flotte espagnole avait même essuyé deux lourdes défaites en 1780 et perdu plusieurs navires. Tout l'effort de guerre retombait encore une fois sur la France qui, après avoir assuré la victoire à Yorktown et défendu victorieusement les possessions hollandaises aux Antilles et aux Indes, se retrouvait à faire le siège d'une place qui ne concernait pas ses intérêts vitaux. Louis XVI refusa la demande de Madrid d'y consacrer 40 vaisseaux français, mais accepta que soit tenté un assaut général au moyen de batteries flottantes. 200 canons du côté de la terre et 10 batteries flottantes ouvrirent le 13 septembre un feu terrible contre la citadelle, bien défendue par sa redoutable position et par le gouverneur Elliot qui avait fait installer depuis longtemps une forte artillerie dans des galeries creusées dans la falaise. Les batteries flottantes (au blindage de chêne) ne résistèrent pas au tir à boulets rouges des Britanniques et explosèrent les unes après les autres. Gibraltar resta aux Britanniques. Le débarquement franco-espagnol à Minorque, lui, réussit, et la base britannique qui constituait une menace permanente pour Barcelone et Toulon capitula.

## Paix et conséquences
À partir de la Bataille de Yorktown (1781), des négociations secrètes s'engagent directement entre Londres et Washington, dont Benjamin Franklin se garde d'informer la France. La Grande-Bretagne cède les 13 Colonies et leur accorde toutes les positions au sud des Grands Lacs et à l'Est du Mississippi. En faisant ceci, elle limite la force de la France et de l'Espagne dans les négociations futures.
Cependant la dette de la Grande-Bretagne s'était considérablement accrue. Lord North dut quitter la direction des affaires pour céder la place à un ministère whig qui demanda la paix au cabinet de Versailles. La France, qui n'était pas moins épuisée, accepta ces propositions de paix.
Les préliminaires de paix furent arrêtés à Paris, le 30 novembre 1782, entre les plénipotentiaires des puissances belligérantes, au nombre desquels étaient pour les États-Unis Benjamin Franklin, John Adams, John Jay, et Henry Laurens.
En 1782 et 1783, vingt-deux vaisseaux et frégates française ont été pris ou victimes de naufrages. Le conflit se prolongeant aurait pu voir les pertes françaises augmenter, car l’état des finances ne permettait plus l’armement des grandes escadres, ni le maintien de l’effort sur tous les fronts.
La flotte française a atteint ses limites et n’est guère en état de poursuivre la lutte plus longtemps, malgré l'effort de construction, la flotte française, en 1783, est deux fois inférieur en nombre avec ses 61 vaisseaux et 49 frégates face aux 125 vaisseaux et 62 frégates de la Royal Navy britannique.
Le 20 janvier 1783, les préliminaires de paix entre la France, l'Espagne et la Grande-Bretagne sont signés à Versailles.
Le 3 février 1783, l'Espagne reconnaît l'indépendance des États-Unis d'Amérique. Le 4 février 1783, la Grande-Bretagne déclare vouloir cesser les hostilités avec les États-Unis.
Après la bataille au large de la Floride du 10 mars qui est le dernier engagement naval de la guerre d'indépendance des États-Unis, la nouvelle de paix arrive en Amérique.

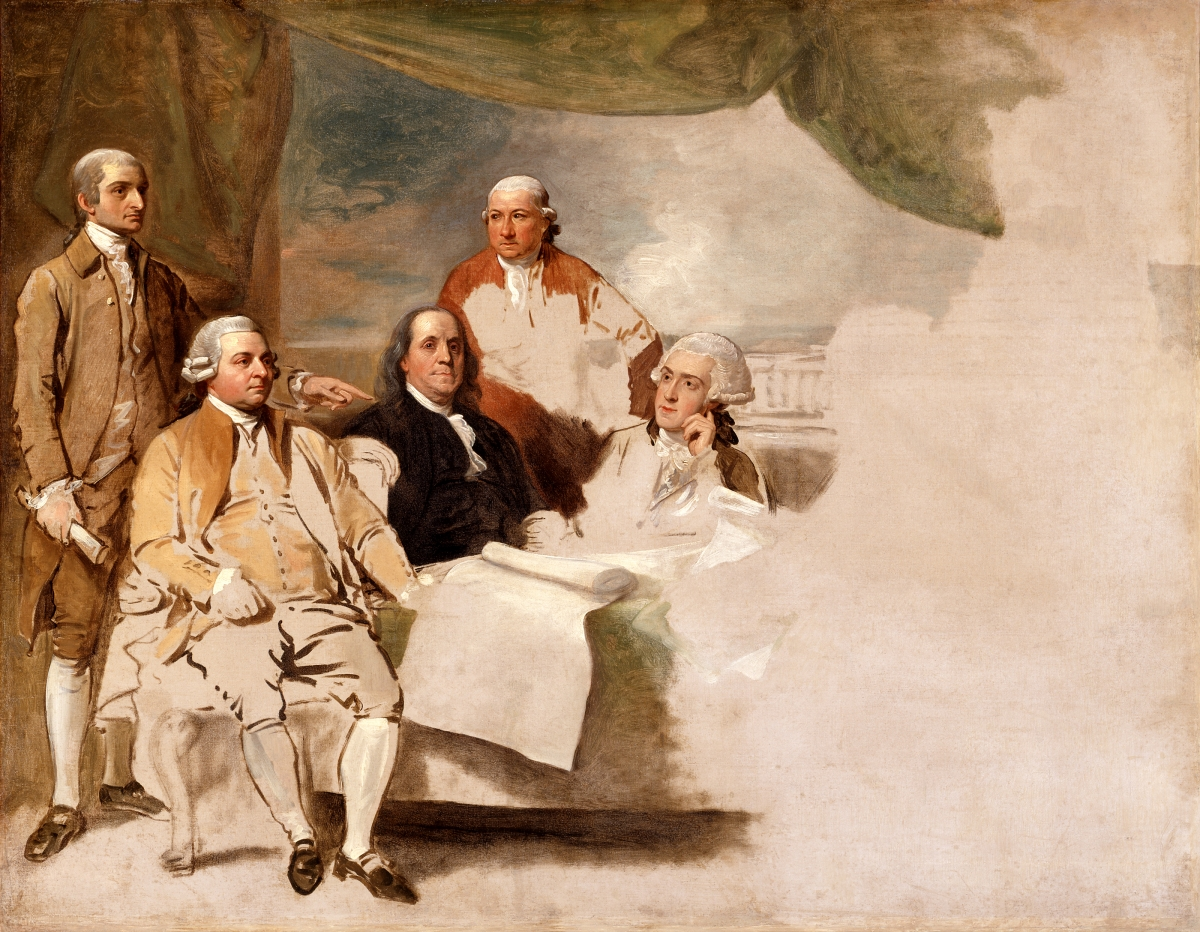
Signature du traité de Paris, 1783. La délégation britannique refusa de poser.

Le 11 mars 1783, Lauzun partit de Wilmington pour ramener dans leur patrie les derniers soldats français.

La victoire franco-américaine fut signée le 3 septembre 1783, lors du traité américano-britannique à Paris (fin de la guerre d’indépendance des États-Unis) et du traité anglo-espagno-français à Versailles (fin de la guerre franco-britannique). Ainsi l'indépendance des États-Unis était fondée, et le monde comptait une grande nation de plus. 
| 1750 : Nouvelle-France. |  | 1763 : Saint-Pierre-et-Miquelon (traité de Paris). |  | 1783 : Tobago, Sainte-Lucie (traités de Paris et Versailles). |
| 1750 : Nouvelle-France. |  | 1763 : Saint-Pierre-et-Miquelon (traité de Paris). |  | 1783 : Tobago, Sainte-Lucie (traités de Paris et Versailles). |

La France récupère en partie des territoires perdus lors des traités d'Utrecht (1713) et de Paris (1763) en Amérique (quelques îles aux Antilles comme Tobago, Sainte-Lucie) ainsi que des droits accrus (pêche à Terre-Neuve), en Afrique (zone de la rivière Sénégal), ses comptoirs en Inde, etc., mais cependant, elle ne récupère pas sa Nouvelle-France qui est divisée en deux au niveau des Grands Lacs : la partie au nord (dont le Pays-d'en-Haut (futur Ontario) et le Québec) reste sous la domination britannique, tandis que la partie au sud, la Louisiane française (allant du sud des Grands Lacs au golfe du Mexique) reste coupé en deux par le Mississippi, avec à l'ouest la Louisiane espagnole et à l'est, les États-Unis qui renommeront la Haute-Louisiane française en « Northwest Territory » en 1787.
De même, l'Espagne récupère la Floride, Minorque, mais Gibraltar reste britannique ainsi que la Gambie.
Guerre lointaine, sur mer, donc nécessairement chère : plus d'un milliard de livres tournois. Les finances du royaume de France sont désastreuses avec un gouffre financier total estimé à près de 3,315 milliards de livres tournois. Des expédients financiers sont mis à contribution par Necker, et lorsque Vergennes le fait tomber en 1781 (affaire du Conte Bleu) c'est une succession de Secrétaire d'État aux Finances jusqu'à Calonne en 1783, instabilité qui fragilise les réformes nécessaires au rétablissement des finances françaises. Le commerce est également durement freiné par cette guerre, mais redémarre dès 1783.
Première alliée des États-Unis, la France (concurrencée par la Grande-Bretagne), ne devient pourtant pas le premier partenaire commercial des américains, mais elle retrouve via cette guerre un prestige, une fierté et un rôle d'arbitre européen.
Une autre conséquence est l'aura encore agrandie qu'en acquièrent les idées des Lumières, enfin mises en application dans la déclaration de 1776, par la victoire de 1783, et par la Constitution de 1787 : les élites libérales sont ravies. Mais ceci a aussi son contre-effet : les conservateurs se crispent, la noblesse se replie sur elle-même et sur ses privilèges en une réaction nobiliaire. Le 22 mai 1781, l'Édit de Ségur ferme les postes militaires de rang supérieur aux roturiers pour les réserver à la noblesse.
Le ministre de la Marine, de Castries, peu satisfait des gains de la France, souhaite continuer la guerre pour faire des conquêtes significatives, en Inde par exemple (d'où son soutien à la campagne de Suffren). Aussi, l’effort naval, des deux côtés de la Manche, ne cesse pas après la conclusion de la paix de 1783.
Pour éviter que la flotte française se reconstitue puis se lance à l'assaut de l'Amérique du Nord britannique afin de récupérer le Canada, le Cabinet Saint James du roi Georges III et son premier ministre William Pitt soutiennent financièrement la Révolution française qui ne permettra définitivement plus la récupération de la Nouvelle-France.[réf. nécessaire]